# Scottville
Scottville es una ciudad ubicada en el condado de Mason en el estado estadounidense de Míchigan. En el Censo de 2010 tenía una población de 1214 habitantes y una densidad poblacional de 315,22 personas por km².

## Geografía
Scottville se encuentra ubicada en las coordenadas 43°57′6″N 86°16′46″O / 43.95167, -86.27944. Según la Oficina del Censo de los Estados Unidos, Scottville tiene una superficie total de 3.85 km², de la cual 3.85 km² corresponden a tierra firme y (0%) 0 km² es agua.

## Demografía
Según el censo de 2010, había 1214 personas residiendo en Scottville. La densidad de población era de 315,22 hab./km². De los 1214 habitantes, Scottville estaba compuesto por el 92.92% blancos, el 0.91% eran afroamericanos, el 0.91% eran amerindios, el 0.49% eran asiáticos, el 0% eran isleños del Pacífico, el 1.98% eran de otras razas y el 2.8% pertenecían a dos o más razas. Del total de la población el 5.27% eran hispanos o latinos de cualquier raza.